# Јарослав Качињски
Јарослав Александер Качињски (пољ. Jarosław Aleksander Kaczyński; Варшава, 18. јун 1949) је пољски политичар и председник владе од 2006. године до 2007. године. По занимању је адвокат. На месту премијера је наследио Казимјежа Марћинкјевича а њега је наследио Доналд Туск.
Његов брат близанац Лех Качињски је био председник републике од 2005. године до трагичне погибије 2010. године. Јарослав је избегао погибију са братом, у последњем моменту је одлучио да остане у Варшави уз болесну мајку.
Вођа је партије Право и правда.